# J. William Schopf
James William Schopf (* 27. September 1941 in Urbana, Illinois) ist ein US-amerikanischer Paläontologe und internationaler anerkannter Spezialist für die frühesten Lebensformen auf der Erde (präkambrische Paläobiologie). Außerdem beschäftigt er sich mit Paläobotanik.
Sein botanisch-mykologisches Autorenkürzel lautet „J.W.Schopf“.
Schopf studierte am Oberlin College (Bachelor 1963) und der Harvard University, wo er 1965 seinen Master-Abschluss machte und 1968 in Biologie bei Elso S. Barghoorn promoviert wurde. Danach war er Assistant Professor und ab 1973 Professor für Paläobiologie an der University of California, Los Angeles (UCLA). Seit 1984 war er dort Direktor des Center for the Study of Evolution and the Origin of Life, das er gründete.
1965 publizierte er mit Elso S. Barghoorn über etwa 1 Milliarden Jahre alte Stromatolithen aus der australischen Bitter Spring Formation, was das Forschungsfeld nach einem den ersten Entdeckungen durch Barghoorn und Tyler 1954 folgenden Stillstand neu belebte. Er entdeckte 1993 in Westaustralien (Apex Chert, Warrawoona Group) 3,5 Milliarden Jahre alte Lebensspuren von Einzellern, die bisher ältesten Fossilien. Allerdings wurde seine Interpretation als Lebensspuren von Cyanobakterien 2002 von Martin D. Brasier (Oxford) in Frage gestellt und als chemische hydrothermale Bildungen interpretiert.
Von 1969 bis 1982 war er Mitglied des Space Science Advisory Committee der NASA und 1968 bis 1971 Teil des Teams der NASA zur Untersuchung des Mondgesteins. 1997 erhielt er den Group Achievement Award der NASA. Er war Mitglied in internationalen Stratigraphie-Kommissionen für das Präkambrium und die Grenze Kambrium-Präkambrium.
1974 erhielt er den Charles Schuchert Award. 1989 erhielt er die A. I. Oparin Medal der International Society for the Study of the Origin of Life, 1986 die Mary Clark Thompson Medal der National Academy of Sciences, 1977 den Alan T. Waterman Award der National Science Foundation und 1966 den New York Botanical Garden Award. 1973 und 1988 war er Guggenheim Fellow und 1997 Senior Research Fellow der Alexander-von-Humboldt-Stiftung. 1973 bis 1987 war er Mitherausgeber der Zeitschrift Origins of Life. 2012 wurde Schopf mit der Paleontological Society Medal ausgezeichnet, 2013 mit der Charles Doolittle Walcott Medal.
Schopf ist Fellow der American Academy of Arts and Sciences, der National Academy of Sciences, der American Association for the Advancement of Science, der American Philosophical Society und der Linnean Society of London. Er ist der Bruder von Thomas J. M. Schopf.

## Schriften
- Cradle of life. The discovery of the earth´s earliest fossils, Princeton University Press 1999
- Herausgeber: Life´s origin. The beginnings of biological evolution. University of California Press 2002
- Herausgeber: Earth´s earliest biosphere: its origin and evolution, Princeton University Press 1983
- Herausgeber: Evolution ! Facts and Fallacies, Academic Press 1999
- Herausgeber: Major events in the history of life, Jones and Bartlett 1992 (UCLA Symposium 1991)
- Herausgeber mit Cornelis Klein: The proterozoic biosphere: a multidisciplinary study, Cambridge University Press 1992
- Herausgeber mit Charles Marshall: Evolution and the molecular revolution, Jones and Bartlett 1996
- Solution to Darwin's dilemma: Discovery of the missing Precambrian record of life, Proc. NAS, 97, 2000, 6947